# Cercotrichas paena
Cercotrichas paena là một loài chim trong họ Muscicapidae.